# Place à l'Huile
La place à L'Huile est une voie de la commune française de Toulon

## Situation et accès
Elle est située derrière la mairie, dans le quartier de la cathédrale Notre-Dame-de-la-Seds.

## Historique
Sur cette place se dressait la maison des Têtes, qui fut détruite le 15 février 1989 par une explosion dont l'origine n'a jamais été formellement établie.
En 2005, la place a été entièrement rénovée par le maire de Toulon Hubert Falco.